# Tibor Lehoczky
Tibor Lehoczky (ur. 14 maja 1897 w Sátoraljaújhely, zm. 10 grudnia 1971 w Budapeszcie) – węgierski lekarz, neuropatolog. Student i współpracownik Károlya Schaffera.